# Gia Nghĩa
Gia Nghĩa là thành phố tỉnh lỵ cũ của tỉnh Đắk Nông, Việt Nam.

## Địa lý

### Vị trí địa lý
Thành phố Gia Nghĩa nằm về phía tây nam của khu vực Tây Nguyên và phía nam tỉnh Đắk Nông, nằm trên cao nguyên Mơ Nông và có độ cao trung bình là 600 m so với mực nước biển, cách Thành phố Hồ Chí Minh 225 km, cách thành phố Buôn Ma Thuột 120 km, cách thành phố Đà Nẵng 667 km và cách thủ đô Hà Nội 1.400 km, có vị trí địa lý:
- Phía đông giáp huyện Đắk Glong
- Phía tây giáp huyện Đắk R'lấp
- Phía nam giáp huyện Bảo Lâm, tỉnh Lâm Đồng
- Phía bắc giáp huyện Đắk Song.

Thành phố Gia Nghĩa có diện tích 284,11 km², dân số năm 2019 là 63.046 người, mật độ dân số đạt 222 người/km².
Thành phố Gia Nghĩa có địa hình phức tạp, bao gồm nhiều dãy đồi núi mấp mô xen kẽ nhiều khe suối tự nhiên lớn, nhỏ tạo thành dạng địa hình bị chia cắt mạnh. Địa hình thành phố có hướng thấp dần từ bắc xuống nam, từ đông sang tây, có trục Quốc lộ 14 là trục giao thông xương sống quan trọng gắn kết các trung tâm kinh tế của vùng với các vùng lân cận; có Quốc lộ 14C là trục gắn kết các khu kinh tế cửa khẩu dọc hành lang biên giới, có Quốc lộ 28 kết nối đô thị với Đà Lạt - trung tâm du lịch của cả nước.
Với vị trí địa lý thuận lợi tạo điều kiện cho tỉnh Đắk Nông nói chung và thành phố Gia Nghĩa nói riêng có thể mở rộng giao lưu với các tỉnh trong vùng kinh tế trọng điểm phía Nam và Duyên hải miền Trung, tăng cường liên kết giữa Đắk Nông với các tỉnh thuộc Đông Bắc Campuchia về mở rộng thị trường, phát triển hợp tác liên vùng và Quốc tế.
Gia Nghĩa được xem là một đô thị hạt nhân có chức năng chuyển tiếp các hoạt động từ vùng Tây Nguyên tới vùng Đông Nam Bộ (vùng phát triển năng động nhất cả nước) kết nối với vùng Duyên Hải Nam Trung Bộ - một hướng mở ra cảng biển để vận chuyển hàng hóa khối lượng lớn. Đồng thời là một hạt nhân bổ trợ chức năng kết nối các hoạt động theo hành lang Đông Tây và tiểu vùng Sông Mê Kông mở rộng, liên kết với các khu vực phát triển nhằm thúc đẩy các lợi thế so sánh của khu vực.
Thành phố có nhiều lợi thế về vị trí địa lý và là đô thị quan trọng trong vùng Tây Nguyên và của Việt Nam (trung tâm công nghiệp bôxit), có sức hút và tác động rộng lớn đối với các tỉnh xung quanh và quốc tế.

### Điều kiện tự nhiên
Thành phố Gia Nghĩa có khí hậu nhiệt đới gió mùa với mùa mưa và mùa khô phân biệt rõ rệt. Mùa mưa kéo dài 7 tháng từ tháng 4 đến tháng 10, mùa khô từ tháng 11 đến tháng 3 năm sau. Trong đó mùa mưa tổng lượng mưa chiếm 80% lượng mưa cả năm, lượng mưa trình bình năm: 2.503 mm, lượng mưa tháng khô nhất 12,2mm. Độ ẩm không khí trung bình năm 85%. Độ cao so với mực nước biển trên 600m. Nhiệt độ trung bình năm 22,4 °C, nhiệt độ trung bình tháng lạnh nhất 20,1 °C, nhiệt độ trung bình tháng nóng nhất 23,9 °C.

## Khí hậu
| Dữ liệu khí hậu của Gia Nghĩa                                | Dữ liệu khí hậu của Gia Nghĩa | Dữ liệu khí hậu của Gia Nghĩa | Dữ liệu khí hậu của Gia Nghĩa | Dữ liệu khí hậu của Gia Nghĩa | Dữ liệu khí hậu của Gia Nghĩa | Dữ liệu khí hậu của Gia Nghĩa | Dữ liệu khí hậu của Gia Nghĩa | Dữ liệu khí hậu của Gia Nghĩa | Dữ liệu khí hậu của Gia Nghĩa | Dữ liệu khí hậu của Gia Nghĩa | Dữ liệu khí hậu của Gia Nghĩa | Dữ liệu khí hậu của Gia Nghĩa | Dữ liệu khí hậu của Gia Nghĩa |
| Tháng                                                        | 1                             | 2                             | 3                             | 4                             | 5                             | 6                             | 7                             | 8                             | 9                             | 10                            | 11                            | 12                            | Năm                           |
| ------------------------------------------------------------ | ----------------------------- | ----------------------------- | ----------------------------- | ----------------------------- | ----------------------------- | ----------------------------- | ----------------------------- | ----------------------------- | ----------------------------- | ----------------------------- | ----------------------------- | ----------------------------- | ----------------------------- |
| Cao kỉ lục °C (°F)                                           | 33.5 (92.3)                   | 35.7 (96.3)                   | 36.5 (97.7)                   | 37.1 (98.8)                   | 35.6 (96.1)                   | 33.5 (92.3)                   | 33.0 (91.4)                   | 32.5 (90.5)                   | 33.2 (91.8)                   | 32.4 (90.3)                   | 33.0 (91.4)                   | 32.9 (91.2)                   | 37.1 (98.8)                   |
| Trung bình ngày tối đa °C (°F)                               | 28.4 (83.1)                   | 30.5 (86.9)                   | 31.9 (89.4)                   | 31.9 (89.4)                   | 30.6 (87.1)                   | 28.9 (84.0)                   | 28.3 (82.9)                   | 28.0 (82.4)                   | 28.4 (83.1)                   | 28.7 (83.7)                   | 28.0 (82.4)                   | 27.0 (80.6)                   | 29.2 (84.6)                   |
| Trung bình ngày °C (°F)                                      | 20.5 (68.9)                   | 21.8 (71.2)                   | 23.3 (73.9)                   | 24.2 (75.6)                   | 24.2 (75.6)                   | 23.6 (74.5)                   | 23.1 (73.6)                   | 23.0 (73.4)                   | 23.1 (73.6)                   | 22.8 (73.0)                   | 22.2 (72.0)                   | 20.8 (69.4)                   | 22.7 (72.9)                   |
| Tối thiểu trung bình ngày °C (°F)                            | 15.2 (59.4)                   | 15.8 (60.4)                   | 17.8 (64.0)                   | 19.6 (67.3)                   | 20.9 (69.6)                   | 20.8 (69.4)                   | 20.5 (68.9)                   | 20.6 (69.1)                   | 20.4 (68.7)                   | 19.5 (67.1)                   | 18.6 (65.5)                   | 16.8 (62.2)                   | 18.9 (66.0)                   |
| Thấp kỉ lục °C (°F)                                          | 7.6 (45.7)                    | 7.8 (46.0)                    | 9.5 (49.1)                    | 13.2 (55.8)                   | 17.0 (62.6)                   | 16.6 (61.9)                   | 17.1 (62.8)                   | 17.0 (62.6)                   | 16.2 (61.2)                   | 11.4 (52.5)                   | 10.7 (51.3)                   | 8.3 (46.9)                    | 7.6 (45.7)                    |
| Lượng mưa trung bình mm (inches)                             | 16.6 (0.65)                   | 34.6 (1.36)                   | 101.7 (4.00)                  | 171.7 (6.76)                  | 271.6 (10.69)                 | 319.4 (12.57)                 | 397.2 (15.64)                 | 439.1 (17.29)                 | 400.9 (15.78)                 | 256.7 (10.11)                 | 78.1 (3.07)                   | 20.3 (0.80)                   | 2.511 (98.86)                 |
| Số ngày mưa trung bình                                       | 2.8                           | 4.3                           | 10.2                          | 14.8                          | 22.2                          | 24.6                          | 26.8                          | 28.0                          | 26.8                          | 21.1                          | 9.7                           | 3.9                           | 196.3                         |
| Độ ẩm tương đối trung bình (%)                               | 76.1                          | 74.5                          | 75.7                          | 80.4                          | 85.5                          | 88.8                          | 88.5                          | 90.2                          | 89.9                          | 86.3                          | 82.5                          | 79.0                          | 83.1                          |
| Số giờ nắng trung bình tháng                                 | 251.3                         | 240.6                         | 250.4                         | 222.7                         | 190.2                         | 146.3                         | 142.3                         | 126.5                         | 125.9                         | 163.6                         | 193.4                         | 223.5                         | 2.279                         |
| Nguồn: Vietnam Institute for Building Science and Technology |                               |                               |                               |                               |                               |                               |                               |                               |                               |                               |                               |                               |                               |

## Hành chính
Thành phố Gia Nghĩa có 8 đơn vị hành chính cấp xã trực thuộc, bao gồm 6 phường: Nghĩa Đức, Nghĩa Phú, Nghĩa Tân, Nghĩa Thành, Nghĩa Trung, Quảng Thành và 2 xã: Đắk Nia, Đắk R'Moan.
| Diện tích (km²)                                        | 16,98        | 12,88        | 18,54        | 3,17          | 12,28        | 77,59        | 93,55         | 49,12         |
| Dân số 31/12/2021 (người)                              | 7.423        | 6.777        | 9.036        | 10.733        | 11.354       | 6.284        | 11.026        | 5.582         |
| Mật độ (người/km²)                                     | 437          | 526          | 487          | 3.386         | 925          | 81           | 118           | 114           |
| Số đơn vị hành chính                                   | 5 tổ dân phố | 8 tổ dân phố | 6 tổ dân phố | 10 tổ dân phố | 6 tổ dân phố | 7 tổ dân phố | 7 thôn, 5 bon | 7 thôn, 1 bon |
| Năm thành lập                                          | 2005         | 2005         | 2005         | 2005          | 2005         | 2020         |               | 2005          |
| Nguồn: Niên giám thống kê năm 2021 thành phố Gia Nghĩa |              |              |              |               |              |              |               |               |

## Lịch sử
Trước năm 1975, Gia Nghĩa là tỉnh lỵ của tỉnh tỉnh Quảng Đức cũ, khi đó Gia Nghĩa là cấp xã gồm có 3 thôn: Nghĩa Đức, Nghĩa Thành và Nghĩa Tín. Sau khi tỉnh Quảng Đức sáp nhập vào tỉnh Đắk Lắk, thì Gia Nghĩa trở thành thị trấn huyện lỵ của huyện Đắk Nông được thành lập vào năm 1988.
Ngày 26 tháng 11 năm 2003, Quốc hội ban hành Nghị quyết 22/2003/QH11 chia tách tỉnh Đắk Lắk thành 2 tỉnh: Đắk Lắk và Đắk Nông, thì huyện Đắk Nông thuộc về của tỉnh Đắk Nông. Vào lúc này, thì tỉnh lỵ được đặt tại thị trấn Gia Nghĩa.
Ngày 27 tháng 6 năm 2005, Chính phủ ban hành Nghị định số 82/2005/NĐ-CP. Theo đó:
- Thành lập thị xã Gia Nghĩa (thị xã tỉnh lỵ của tỉnh Đắk Nông) trên cơ sở toàn bộ diện tích tự nhiên và dân số của thị trấn Gia Nghĩa và 2 xã: Quảng Thành, Đắk Nia thuộc huyện Đắk Nông.
- Thành lập các phường, xã của thị xã Gia Nghĩa:
  - Thành lập phường Nghĩa Đức trên cơ sở 99 ha diện tích tự nhiên và 2.981 nhân khẩu của thị trấn Gia Nghĩa, 333 ha diện tích tự nhiên và 235 nhân khẩu của xã Đắk Nia, 1.232 ha diện tích tự nhiên và 710 nhân khẩu của xã Quảng Thành. Phường Nghĩa Đức có diện tích tự nhiên 1.664 ha và 3.926 nhân khẩu;
  - Thành lập phường Nghĩa Thành trên cơ sở 134 ha diện tích tự nhiên và 5.286 nhân khẩu của thị trấn Gia Nghĩa; 152 ha diện tích tự nhiên và 2.754 nhân khẩu của xã Quảng Thành, phường Nghĩa Thành có diện tích tự nhiên 286 ha và 8.040 nhân khẩu.
  - Thành lập phường Nghĩa Phú trên cơ sở 699 ha diện tích tự nhiên và 1.828 nhân khẩu của thị trấn Gia Nghĩa; 614 ha diện tích tự nhiên và 512 nhân khẩu của xã Quảng Thành, phường Nghĩa Phú có diện tích tự nhiên 1.313 ha và 2.340 nhân khẩu.
  - Thành lập phường Nghĩa Tân trên cơ sở 1.215 ha diện tích tự nhiên và 3.161 nhân khẩu của thị trấn Gia Nghĩa; 513 ha diện tích tự nhiên và 484 nhân khẩu của xã Đắk Nia, phường Nghĩa Tân có diện tích tự nhiên 1.728 ha và 3.644 nhân khẩu.
  - Thành lập phường Nghĩa Trung trên cơ sở 520 ha diện tích tự nhiên và 4.112 nhân khẩu của thị trấn Gia Nghĩa; 896 ha diện tích tự nhiên và 2.749 nhân khẩu của xã Đắk Nia, phường Nghĩa Trung có 1.416 ha diện tích tự nhiên và 6.861 nhân khẩu.
  - Thành lập xã Đắk R'Moan trên cơ sở 4.956 ha diện tích tự nhiên và 4.045 nhân khẩu của xã Quảng Thành.
- Sau khi điều chỉnh địa giới hành chính:
  - Xã Quảng Thành còn lại 7.945 ha diện tích tự nhiên và 1.984 nhân khẩu;
  - Xã Đắk Nia còn lại 9.356 ha diện tích tự nhiên và 4.719 nhân khẩu;
  - Huyện Đắk Nông (sau khi đổi tên thành huyện Đắk Glong) còn lại 144.228 ha diện tích tự nhiên và 20.504 nhân khẩu với 6 đơn vị hành chính, bao gồm các xã: Quảng Khê, Đắk Ha, Đắk R'Măng, Đắk Plao, Đắk Som và Quảng Sơn.

Thị xã Gia Nghĩa có 28.664 ha diện tích tự nhiên và 35.559 nhân khẩu với 8 đơn vị hành chính cấp xã, bao gồm 5 phường: Nghĩa Đức, Nghĩa Phú, Nghĩa Tân, Nghĩa Thành, Nghĩa Trung và 3 xã: Đắk Nia, Đắk R'Moan, Quảng Thành.
Ngày 12 tháng 2 năm 2015, Bộ Xây dựng ban hành Quyết định số 209/QĐ-BXD công nhận thị xã Gia Nghĩa là đô thị loại III trực thuộc tỉnh Đắk Nông.
Ngày 17 tháng 12 năm 2019, Ủy ban thường vụ Quốc hội ban hành Nghị quyết số 835/NQ-UBTVQH14 (nghị quyết có hiệu lực từ ngày 1 tháng 1 năm 2020). Theo đó:
- Thành lập phường Quảng Thành trên cơ sở toàn bộ 77,59 km² diện tích tự nhiên và 7.583 người của xã Quảng Thành;
- Thành lập thành phố Gia Nghĩa trên cơ sở toàn bộ 284,11 km² diện tích tự nhiên và 85.082 người của thị xã Gia Nghĩa.

Sau khi thành lập, thành phố Gia Nghĩa có 8 đơn vị hành chính, gồm 6 phường và 2 xã. Đây cũng là thị xã tỉnh lỵ cuối cùng ở Việt Nam được nâng cấp lên thành phố thuộc tỉnh.

## Văn hóa
Trên địa bàn thành phố Gia Nghĩa có 19 dân tộc cùng sinh sống bao gồm người Kinh, dân tộc Mạ, M'Nông, Thái, Nùng, Tày, Mường, H'Mông, Khơ me, Dao, Gia Rai, Hoa, Cao lan, Ê đê, Cho ro, Sán dìu, Sán chay, Sán chỉ, Xơ đăng, Kinh. Ngoài ra ở đây có 3 tôn giáo chính đang hoạt động gồm đạo Thiên chúa, đạo Tin lành, đạo Phật.

## Hình ảnh

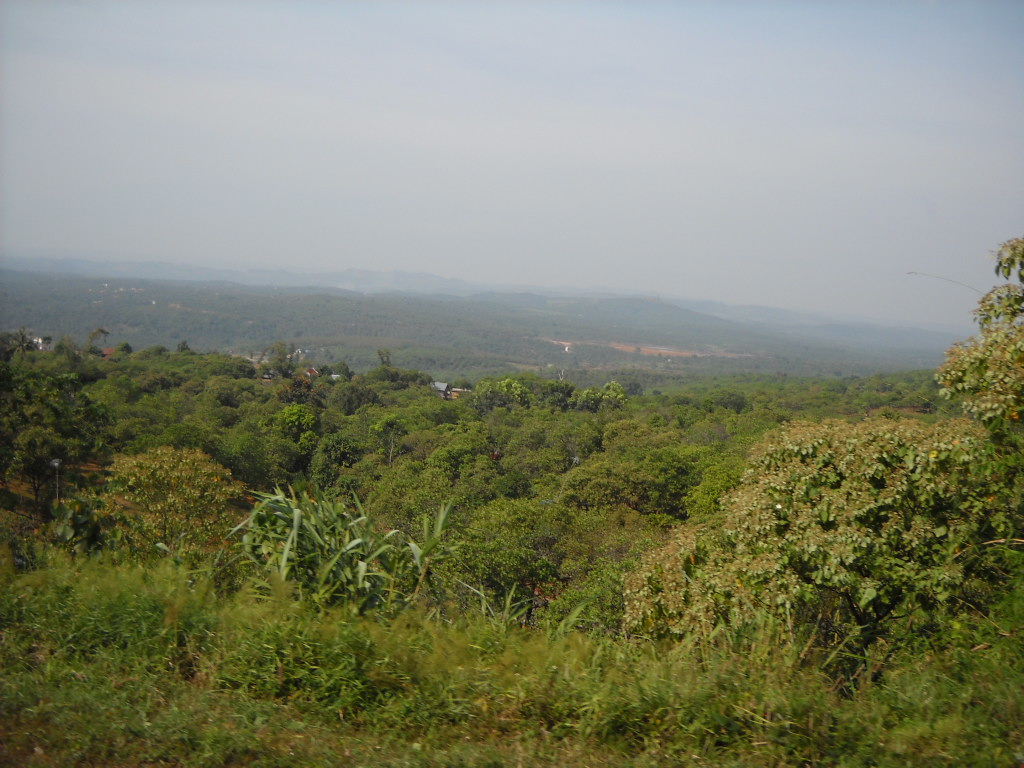
Cao nguyên Mơ Nông, Đắk Nông
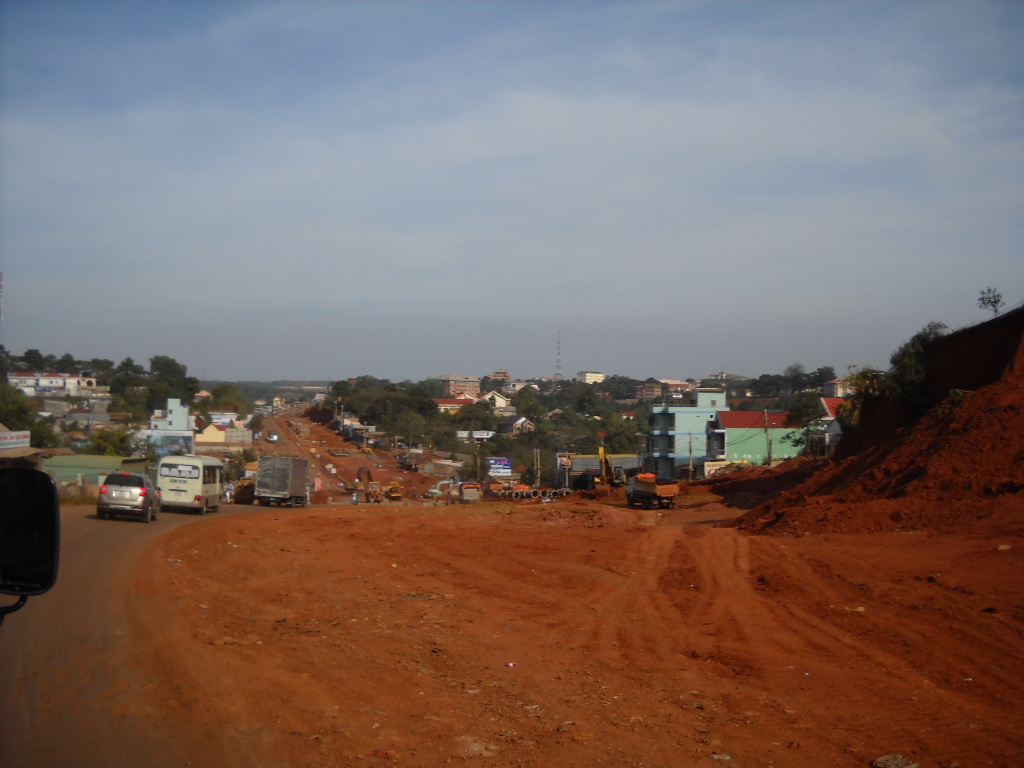
Quốc lộ 14 đoạn qua thành phố Gia Nghĩa
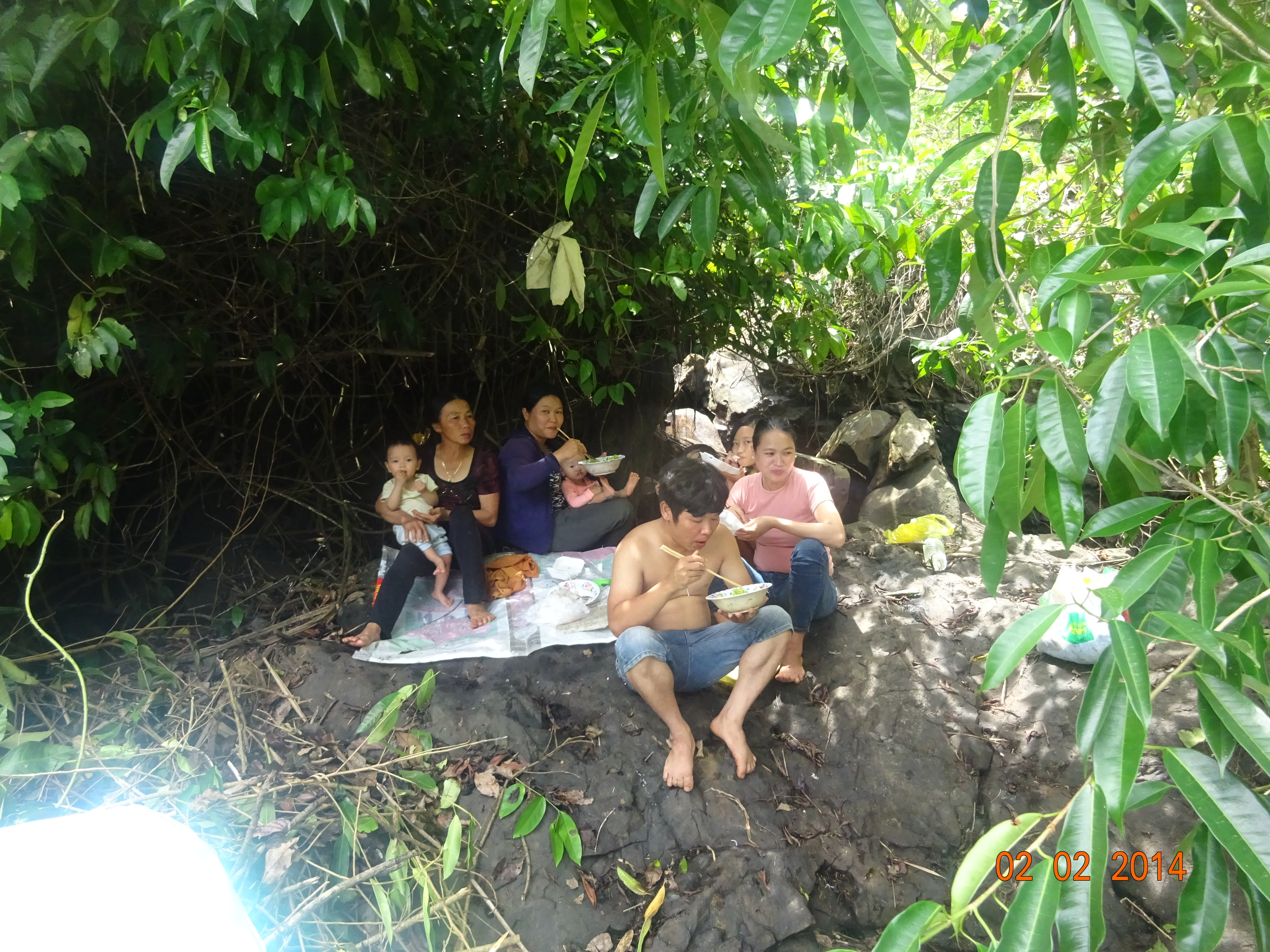
Thác Gia Vĩ